# Mesa 3D

Linux si Mesa 3D

Implementatia de EGL în Mesa 3D plus libwayland-EGL si Wayland

DRI-style versus Gallium3D-style graphical device drivers

Mesa 3D este o colecție de biblioteci de grafică care cuprinde implementări de API grafice și de asemenea implementări de driveruri pentru CI grafice. Mesa 3D stă sub Licența MIT sie este software liber.

## Software architecture

### Implementări de API
Implementările de API cuprinde
- OpenGL
- Vulkan
- OpenGL ES
- GLX
- EGL
- OpenVG (deprecated)
- Glide (deprecated)

O implementație liberă a API-ului Direct3D se găsește în wine.

### Implementări de driveruri
Proiectul Mesa 3D de asemena găzduiește driverurile pentru familiile de GPUs actuale:
- Radeon (AMD)
- GeForce (Nvidia)
- Intel HD (Intel)
- Adreno (Qualcomm)
- etc.

## Vezi
Freedesktop.org